# BICz-20
BICz-20 Pionier (ros. БИЧ-21 Пионер) – radziecki samolot sportowy, konstrukcji Borysa Iwanowicza Czeranowskiego, zbudowany pod koniec lat 30. XX wieku.

## Historia
W 1938 roku radziecka paramilitarna organizacja Osoawiachim ogłosiła konkurs ma lekki samolot sportowy, mogący stać się masową maszyną wykorzystywaną we wstępnym szkoleniu lotniczym. Borys Czeranowski zaprojektował maszynę w typowym dla swoich projektów układzie konstrukcyjnym – samolotu bezogonowego, ale z innymi skrzydłami (znane i przetestowane na innych konstrukcjach skrzydła o parabolicznym kształcie na krawędzi natarcia w nowym projekcie zastąpione zostały płatem deltoidalnym). Prace posuwały się szybko i samolot ukończono w 1938 roku, a w styczniu 1939 roku dokonano jego oblotu. Maszyna miała drewnianą konstrukcję krytą sklejką, jedynie osłona silnika wykonana była z metalu. Samolot miał stałe podwozie z tylną płozą ogonową. Kabinę pilota będącą częścią statecznika pionowego, zakryto pleksiglasem. Samolot charakteryzował się małą, zwartą sylwetką. Początkowo napędzany był silnikiem Blackburne Tomtit o mocy 18 KM, który wymieniono na silniejszą jednostkę Aubier-Dunne o mocy 20 KM. W trakcie tej modernizacji, tylną płozę ogonową zastąpiono kółkiem w celu lepszego manewrowania samolotem po lotnisku. W trakcie prób prowadzonych w powietrzu, BICz-20 okazał się być maszyną bardzo stabilną, która zebrała pochlebne recenzje od latających nią pilotów. Ogółem BICz-20 spędził w powietrzu 34 minuty. Wykonano na nim trzy loty o pełnym profilu i sześć podlotów, będących bardziej skokami w powietrze. Za sterami maszyny siedzieli piloci W.Ł. Rastorgujew i R.A. Piszuszcziew. Pomimo pozytywnych ocen, samolot nie został skierowany do produkcji seryjnej. Doświadczenia zdobyte podczas prac nad BICz-20 Czeranowski wykorzystał przy projekcie maszyny BICz-21.